# 週プレ酒場
週プレ酒場（しゅうプレさかば）は、新宿歌舞伎町で2017年6月10日から2019年5月31日までの期間限定で営業していた居酒屋。創刊50周年を迎えた週刊プレイボーイ（週プレ）が完全プロデュースし、お酒を飲みながら読者が生で楽しめるワンダーランドとして企画、出店した。

## 概要
2016年春、週刊プレイボーイ（集英社）の編集部に、同社の事業部から「50周年に際して何か一緒にやらないか」と声がかかった。これを受けた編集部は、これまでやってきたような展示企画とは違ったものをやりたいと考え、「週プレは大衆に刺激を与えてきた雑誌だから、リアルの場に置き換えたら大衆酒場なのでは？」という提案を行った。あくまでも冗談半分の提案であったが、コンテンツ事業部側では物件探しを進め、2017年1月に実施が確定、半年後のオープンに向けてスタートが切られた。
店舗のコンセプトはグラドルと一緒に飲める酒場というもので、グラドルのブッキングなど主にソフト面を編集部、物件などのハード面と事業面をコンテンツ事業部、そして空間やグラフィック類などの制作を電通コミュニケーションが担当した。店舗は新宿歌舞伎町のビル（東京都新宿区歌舞伎町1-18-9 WaMall歌舞伎町5F）に開設された。

その空間デザインは週プレ本誌の構成を空間での体験にどう置き換えていくかを考慮して決定され、赤を基調にした店内の色彩設定、表紙は壁面の特大グラビアになり、袋とじは有料のVIP席になった。また、雑誌誌面のごった煮感は、オーセンティックな居酒屋にさまざまなテイストをコラージュする形で体現され、週プレの歴代のセンセーショナルな記事やピンナップを並べるなど、サブカル誌から男性グラビア誌に変貌していった雑誌50年の歴史や、週プレのエッセンスを感じ取れるように配慮された。酒場の壁を飾った巨大グラビアは、初代は馬場ふみか、2代目は小宮有紗であった。
2017年6月10日に「週プレ酒場」としてオープンし、編集部とアイドルが共同で開発したメニューなどを提供したり、店内奥には誌面に登場するアイドルが接客するBARスペースを設けたほか、連載連動企画、トークショー、実話怪談イベント、アコースティックソロライブなどさまざまなイベントを行った。
シンプルな定額コースを設定して食べ飲み放題にしたことなどによるコストパフォーマンスの高さや、その後、数多くのグラドルやタレントを輩出することになる女性スタッフのレベルの高さと丁寧な接客が話題となり、開店当初は1年間限定の営業の予定であったが、2年間に延長されることとなった。さらなる延長の希望も多かったが、惜しまれつつ2019年5月31日に閉店となった。
通常営業が終了した翌日の6月1日、昼間に1日限りの追加イベントと、夜には、2年間週プレ酒場を支えてくれたファンを集め、これまで酒場を盛り上げてくれた一日ママたちを表彰する「週プレ酒場アワード授賞式」、「ママフェス」を開催するなど、人気グラドルが一堂に介する記念イベントが行われ、2年間の営業に幕を降ろした。
なお、2018年9月28日、あらゆる領域におけるクリエイティブを対象とした日本最大級のアワードである第58回 ACC TOKYO CREATIVITY AWARDSで、「週プレ酒場」として、メディアクリエイティブ部門でブロンズを受賞している。

## 名物メニュー
提供するメニューも週プレらしさにこだわった。また、開店当初、メニューは単品オーダーのみであったが、グラドルと飲めることから「料金が高い」という偏見に繋がっていたので、ホールメニューのドリンク55種類を飲み放題&料理48種類が食べ放題となる定額コース（2時間3,000円、2.5時間3,500円、3時間4,000円（全て税込））を設定した。
唐揚げ
“名物”の唐揚げは、「ナイスボディは、唐揚げが作る」を合言葉に、人気グラビアアイドルと共同開発したという8種類の特製ソース（橋本マナミ（サルサ）、柳ゆり菜（おろしポン酢）、久松郁実（テリヤキ）、原幹恵（油淋鶏）、中村静香（わさび醤油）、片山萌美（ねぎ塩）、山地まり（ナポリタン）、都丸紗也華（カレー））から選ぶことができた。
生本まぐろのてんこ盛り
刺し身に、しゃぶしゃぶ用の小鍋や、付け合わせの生わかめ、生もずくも一緒に提供された。女体盛りをイメージしてドライアイスでスモークをたく演出の一品。
秘伝のチャーハン
一見普通のチャーハンだが、客の目の前で瞬間的に燻製してくれるサービスが行われていた。

## 週プレ酒BAR
週プレ誌上でおなじみの人気グラドルが日替わりで「一日ママ」を務めるという座席5席のカウンターバーが、店舗の奥に設置されていた。完全予約制のVIP席で、1時間の入れ替え制で展開された。
日替わりママの衣装はシックな白シャツと黒のタイトスカートを基本とし、数多くのグラドルが担当してファンを集めた。「一日ママ」として最高の売り上げを記録したのは「シャンパン女王」の異名を取った真奈であった。
日程によっては、店内で働く女性スタッフが「一日ママ」を務める「バイトBAR」が行われることもあり、常連客からの人気も高かった。

## 週プレ劇場
「週プレ劇場」と銘打ち、週プレ酒場のホールを利用してインストアイベントも開催された。週プレ連載陣を始めとする週プレに縁のある、みうらじゅん、リリー・フランキー、宮藤官九郎、堀江貴文、西村博之といった豪華ゲストを招いて行うなどしていた。長澤茉里奈がイベントを行った際にはスプリンクラーが誤作動して店内が水浸しになり、継続困難で中止になったが客も協力して片付けて別日に仕切り直しを行ったということもあった。

### 開催されたイベント（一部）
- 週プレ酒場×グラジャパ!「NOT FOR SALE」Vol.1 永尾まりや（2017年6月25日）
- 長澤茉里奈 復活祭（2017年7月17日）
- 「おクジラさま」書籍刊行・映画公開記念トークショー 佐々木芽生(映画監督)×津田大介(メディアアクティビスト)（2017年9月26日）
- 週プレ連載「人生相談」出張版 リリー・フランキー×吉田豪×杉作J太郎 公開人生相談LIVE（2017年9月27日）
- 馬場ふみか「2018カレンダーブック発売記念握手会」（2017年10月22日）
- 伊藤寧々デジタル写真集「坂道を駆け抜けて」発売記念イベント（2018年6月2日）
- 吉田早希&青山ひかる 合同生誕祭（2018年6月3日）
- 祝！ DMM.R18アダルトアワード2018 最優秀女優賞&週プレ賞 ダブル受賞! 橋本ありなを甘やかす会（2018年6月23日）
- 小宮有紗を勝手に愛でる会〜サヨナラ壁有紗THE FINAL〜（2018年6月30日）
- 葉加瀬マイ、竹内渉、椿原愛、黒澤ゆりか、原あや香 BAR美脚 プレミアム撮影会（2018年7月14日）
- 週プレ酒場×美少女全鑑☆キャンパス編presents 夏だ!水着だ!ピチピチAV女優3人娘ほろ酔い夏祭り 相沢みなみ、益坂美亜、結城のの（2018年7月21日）
- 実話怪談イベント「週プレ怪談・盆」RaMu、浅沼晋太郎、村上ロック、住倉カオス（2018年8月12日）
- 秘蔵写真&週プレnetを生鑑賞 桃月なしこを崇める会 桃月なしこ、熊谷貫、篠本634（2018年8月18日）
- 藤田恵名 水着アコースティックディナーショー（2018年11月17日）
- 倉田瑠夏 トークショー&チェキ会（2018年11月24日）
- 階戸瑠李in週プレ杜氏酒場〜サラシもあるよ〜 青科まき、東坂みゆ （2019年3月31日）
- 岸明日香 28th BIRTHDAY記念! 岸キッチン&BAR （2019年4月6日）
- ミスヤングチャンピオン オーディション作戦会議 〜「グランプリの青科まきです」と言わせたい‼︎〜（2019年4月13日）
- 和地つかさin週プレ杜氏酒場〜サラシもあるよ〜 第一部 日本酒「澤乃井」を楽しむ会！ / 第二部 日本酒「澤乃井」で祝う和地つかさ誕生日会！ 真奈、喜屋武ちあき（2019年5月12日）

## キン肉マン酒場
マンガ『キン肉マン』連載40周年を記念して、「週プレ酒場」を一時的に「キン肉マン酒場」としてオープン。2018年12月4日から2019年1月29日まで開催された。2時間制2929円で、限定コラボメニューだけでなく、焼き肉セットとフード48種が食べ放題、ドリンク55種類が飲み放題となった。コラボフードは、マンガのストーリーにのっとって、登場した料理、超人、必殺技などをモチーフとしていた。
予想をはるかに上回る大きな反響があり、予約が困難になるほどであった。最初の一週間は店の体制が追いつかず、事前準備も間に合わず、仕事が終わった後、スタッフが家で袋詰めの作業をするなどしていた。きちんと対応できるようになったのは後半になってからだったという。オープンの2018年12月4日にはオープニングセレモニー、イベント、メディア向けの内覧会が行われ、原作者の嶋田隆司（ゆでたまご）、同マンガにも登場する初代編集担当の中野和雄、グラドルの天木じゅんらが出席した。
最終日には、嶋田隆司、アニメ版で主演を務めた声優の神谷明、主題歌担当の串田アキラがプライベートで来店し、終了を惜しんだ。

## スタッフ
特筆すべきはホールで接客を担当していた女性スタッフたちである。採用時には一般人だったが、店員として働きながらスカウトされ、グラドルやタレントとしてテレビやイメージビデオに出演するなど活躍するスタッフが続出した。中には、自分の店を持って独立したり、後に雑誌のミスコンでグランプリを受賞したスタッフもいるなど、そのレベルの高さと丁寧な接客が高く評価され、「バイトGIRLS」や「週プレ酒場GIRLS」などと呼ばれて親しまれていた。

### 店長
- ヨネ

### 女性スタッフ（一部）
- 金髪りさ
- 青科まき
- 御子柴かな（高橋かな）
- 河原まゆ
- 関美恵子（みーこ）
- ペピ（川瀬忍）
- 東坂みゆ
- 矢崎彩音
- 杏（あん）
- おみさ
- りんか
- 史緒
- ひな